# 貞和公主
貞和公主（ていわこうしゅ、ジョンファコンジュ、정화공주）は、李氏朝鮮の初代国王李成桂の実姉であり、父の李子春とその正室の懿恵王后（もと登州人）の娘である。龍原府院君の趙仁璧と結婚し、6男2女を儲ける。

## 家族
- 父：李子春
- 母：懿恵王后
  - 夫：趙仁璧
  - 実弟：李成桂（李氏朝鮮の初代国王）